# 83-42
83-42はグリーンランド北部、北極海に位置する岩礁であり、地球上で最北の陸地と主張されている場所のひとつ。別名Eklipse 0、もしくは発見者のデニス・シュミットにちなみシュミット島とも呼ばれる。
島の大きさは35 × 15mほどであり、北緯83度42分05.2秒 西経30度38分49.4秒 / 北緯83.701444度 西経30.647056度座標: 北緯83度42分05.2秒 西経30度38分49.4秒 / 北緯83.701444度 西経30.647056度、北極点から699.8kmに位置する。高さは4mほどあり、地衣類の生息が確認されているため、周辺地域でよく見られるような一時的な砂礫からなる陸地ではないと考えられている。
2003年7月6日に、デニス・シュミットとフランク・ランズバーガー率いるアメリカ探検チームによって発見された。島の名称「83-42」はその北緯から付けられた仮称である。定義上の「島」と認められるには満潮時にも海面上に姿を表している必要があり、83-42は砂礫ではなく比較的耐久性のある巨礫によって形成されているものの、その小ささゆえにこの条件を満たしているかは疑わしい。平均海水面より4mという高さと、北極海の小さい干満差からすると、海面下にすべて水没することはないと考えられる。しかしながら、2007年11月現在、83-42は陸地としては認められていない。 